# Ludger Gerdes
Pour les articles homonymes, voir Ludger (homonymie).

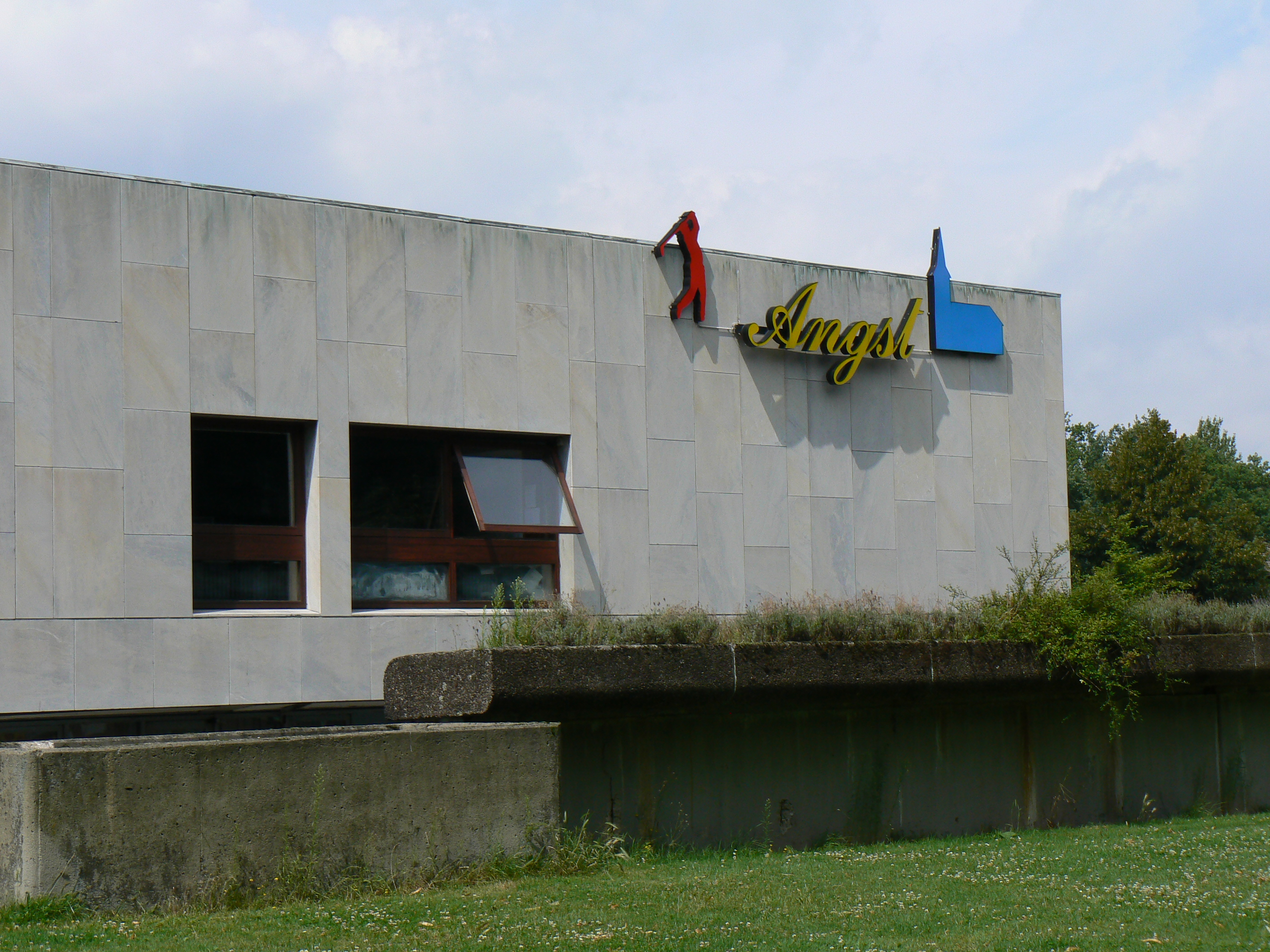
Ludger Gerdes, Angst, 1989, hôtel de ville, Marl.

Ludger Gerdes (né le 10 avril 1954 à Lastrup, mort le 17 octobre 2008 à Dülmen, Allemagne) est un peintre, sculpteur et un artiste des médias allemand. Il est décédé le 17 octobre 2008 après un accident de voiture.

## Musées et collections publiques
- Musée national des beaux-arts du Québec[1]

#### Littérature française
- Ludger Gerdes, Le Consortium, Dijon 1986
- Yves Aupetitallot, Ludger Gerdes. Maler-Bilder. Les Images du Peintre. Painter's Pictures, catalogue de l'exposition, Maison de la Culture et de la communication, Saint-Étienne, Saint-Étienne 1988.
- Ludger Gerdes. Essays, maison de la culture et de la communication, Saint-Étienne, 1988.
- Ludger Gerdes, catalogue de l'exposition Städtische Kunsthalle Düsseldorf et musée d'art moderne de Saint-Étienne, 1994,  (ISBN 3893226737)